# Valerie (The Zutons)
Valerie is een nummer van de Engelse indierockband The Zutons.

## The Zutons
Valerie staat op het tweede studioalbum van de uit Liverpool afkomstige indie-rock The Zutons. Het album, Tired of hanging around verscheen op 17 april 2006 terwijl Valerie op 19 juni 2006 als tweede single van het album werd uitgebracht. Het nummer bereikte de negende positie in de UK Singles Chart. In zowel Nederland als Vlaanderen werd het nummer geen hit.

## Mark Ronson & Amy Winehouse
Valerie is een nummer van producer Mark Ronson, afkomstig van het album Version. Op dit album staan allemaal covers van nummers, waaronder dus Valerie, dat een cover is van The Zutons. Ronson liet het nummer inzingen door Amy Winehouse. Winehouse nam het nummer eerder zelf op.
Het nummer kwam eind 2007 uit en belandde op de tweede plaats in de Engelse hitlijsten. Begin 2008 komt het nummer ook binnen in de Nederlandse Single Top 100 en de Nederlandse Top 40. In de Single Top 100 kwam het nummer op acht binnen, om twee weken later op 1 te belanden. In de Top 40 komt het nummer op 20 binnen om twee weken later ook op de eerste plaats terecht te komen. Het is de eerste nummer 1-hit die in Nederland uitsluitend te downloaden is. In het Verenigd Koninkrijk is Valerie echter wel gewoon op cd-single verkrijgbaar, maar de Nederlandse markt was hiervoor afgeschermd. Dit betekende dat ook via de legale import de cd-single niet verkrijgbaar was. Dit als statement van het platenlabel dat de cd-single in 2009 tot het verleden zal behoren. Later, op 11 februari, toen het nummer al op nummer 1 stond, kwam het nummer toch nog uit op gewone single.
Voor Mark Ronson en Amy Winehouse is deze single het succesvolste in hun carrière, in zowel Nederland (#1) als het Verenigd Koninkrijk (#2).

### Videoclip
In de videoclip van het nummer zie je Mark Ronson en zijn band die het nummer willen gaan spelen, maar geen zangeres hebben. Ze kiezen een vrouw uit het publiek uit om hun nummer te "zingen". Later wordt deze vrouw gevolgd door (waarschijnlijk) haar vriendinnen. Ze playbacken, aangezien ze allemaal de stem hebben van Amy Winehouse.
Amy Winehouse kon zelf niet optreden in de videoclip, omdat ze op het moment van opname in een afkickkliniek verbleef. De clip is opgenomen tijdens een live-optreden, dat waarschijnlijk in scène is gezet.

### Tracklist
1. "Valerie"
2. "Valerie" (Baby J remix)
3. "Valerie" (Count of Monte Cristal & Sinden remix)
4. "California" (Live)¹

¹ Uitgevoerd door Mark Ronson feat. Alex Greenwald, Amy Winehouse had geen aandeel in dit nummer

### Hitnoteringen

#### Nederlandse Top 40
| Hitnotering: 12-01-2008 t/m 14-06-2008 | Hitnotering: 12-01-2008 t/m 14-06-2008 | Hitnotering: 12-01-2008 t/m 14-06-2008 | Hitnotering: 12-01-2008 t/m 14-06-2008 | Hitnotering: 12-01-2008 t/m 14-06-2008 | Hitnotering: 12-01-2008 t/m 14-06-2008 | Hitnotering: 12-01-2008 t/m 14-06-2008 | Hitnotering: 12-01-2008 t/m 14-06-2008 | Hitnotering: 12-01-2008 t/m 14-06-2008 | Hitnotering: 12-01-2008 t/m 14-06-2008 | Hitnotering: 12-01-2008 t/m 14-06-2008 | Hitnotering: 12-01-2008 t/m 14-06-2008 | Hitnotering: 12-01-2008 t/m 14-06-2008 |
| Week:                                  | 1                                      | 2                                      | 3                                      | 4                                      | 5                                      | 6                                      | 7                                      | 8                                      | 9                                      | 10                                     | 11                                     | 12                                     |
| -------------------------------------- | -------------------------------------- | -------------------------------------- | -------------------------------------- | -------------------------------------- | -------------------------------------- | -------------------------------------- | -------------------------------------- | -------------------------------------- | -------------------------------------- | -------------------------------------- | -------------------------------------- | -------------------------------------- |
| Positie:                               | 20                                     | 14                                     | 1                                      | 1                                      | 1                                      | 1                                      | 2                                      | 2                                      | 3                                      | 4                                      | 5                                      | 6                                      |
| Week:                                  | 13                                     | 14                                     | 15                                     | 16                                     | 17                                     | 18                                     | 19                                     | 20                                     | 21                                     | 22                                     | 23                                     |                                        |
| Positie:                               | 11                                     | 12                                     | 13                                     | 14                                     | 19                                     | 21                                     | 22                                     | 24                                     | 25                                     | 32                                     | 39                                     | uit                                    |

### NederlandseSingle Top 100
| Hitnotering: (Week 1 t/m 31) 05-01-2008 t/m 02-08-2008 Hitnotering: (Week 32 t/m 33) 30-07-2011 t/m 06-08-2011 | Hitnotering: (Week 1 t/m 31) 05-01-2008 t/m 02-08-2008 Hitnotering: (Week 32 t/m 33) 30-07-2011 t/m 06-08-2011 | Hitnotering: (Week 1 t/m 31) 05-01-2008 t/m 02-08-2008 Hitnotering: (Week 32 t/m 33) 30-07-2011 t/m 06-08-2011 | Hitnotering: (Week 1 t/m 31) 05-01-2008 t/m 02-08-2008 Hitnotering: (Week 32 t/m 33) 30-07-2011 t/m 06-08-2011 | Hitnotering: (Week 1 t/m 31) 05-01-2008 t/m 02-08-2008 Hitnotering: (Week 32 t/m 33) 30-07-2011 t/m 06-08-2011 | Hitnotering: (Week 1 t/m 31) 05-01-2008 t/m 02-08-2008 Hitnotering: (Week 32 t/m 33) 30-07-2011 t/m 06-08-2011 | Hitnotering: (Week 1 t/m 31) 05-01-2008 t/m 02-08-2008 Hitnotering: (Week 32 t/m 33) 30-07-2011 t/m 06-08-2011 | Hitnotering: (Week 1 t/m 31) 05-01-2008 t/m 02-08-2008 Hitnotering: (Week 32 t/m 33) 30-07-2011 t/m 06-08-2011 | Hitnotering: (Week 1 t/m 31) 05-01-2008 t/m 02-08-2008 Hitnotering: (Week 32 t/m 33) 30-07-2011 t/m 06-08-2011 | Hitnotering: (Week 1 t/m 31) 05-01-2008 t/m 02-08-2008 Hitnotering: (Week 32 t/m 33) 30-07-2011 t/m 06-08-2011 | Hitnotering: (Week 1 t/m 31) 05-01-2008 t/m 02-08-2008 Hitnotering: (Week 32 t/m 33) 30-07-2011 t/m 06-08-2011 | Hitnotering: (Week 1 t/m 31) 05-01-2008 t/m 02-08-2008 Hitnotering: (Week 32 t/m 33) 30-07-2011 t/m 06-08-2011 | Hitnotering: (Week 1 t/m 31) 05-01-2008 t/m 02-08-2008 Hitnotering: (Week 32 t/m 33) 30-07-2011 t/m 06-08-2011 | Hitnotering: (Week 1 t/m 31) 05-01-2008 t/m 02-08-2008 Hitnotering: (Week 32 t/m 33) 30-07-2011 t/m 06-08-2011 | Hitnotering: (Week 1 t/m 31) 05-01-2008 t/m 02-08-2008 Hitnotering: (Week 32 t/m 33) 30-07-2011 t/m 06-08-2011 | Hitnotering: (Week 1 t/m 31) 05-01-2008 t/m 02-08-2008 Hitnotering: (Week 32 t/m 33) 30-07-2011 t/m 06-08-2011 | Hitnotering: (Week 1 t/m 31) 05-01-2008 t/m 02-08-2008 Hitnotering: (Week 32 t/m 33) 30-07-2011 t/m 06-08-2011 | Hitnotering: (Week 1 t/m 31) 05-01-2008 t/m 02-08-2008 Hitnotering: (Week 32 t/m 33) 30-07-2011 t/m 06-08-2011 | Hitnotering: (Week 1 t/m 31) 05-01-2008 t/m 02-08-2008 Hitnotering: (Week 32 t/m 33) 30-07-2011 t/m 06-08-2011 |
| Week: | 1 | 2 | 3 | 4 | 5 | 6 | 7 | 8 | 9 | 10 | 11 | 12 | 13 | 14 | 15 | 16 | 17 | 18 |
| --- | --- | --- | --- | --- | --- | --- | --- | --- | --- | --- | --- | --- | --- | --- | --- | --- | --- | --- |
| Positie: | 8 | 3 | 1 | 1 | 1 | 1 | 1 | 1 | 2 | 2 | 2 | 3 | 2 | 3 | 3 | 8 | 11 | 14 |
| Week: | 19 | 20 | 21 | 22 | 23 | 24 | 25 | 26 | 27 | 28 | 29 | 30 | 31 | | 32 | 33 | | |
| Positie: | 14 | 23 | 21 | 36 | 33 | 52 | 51 | 63 | 67 | 60 | 68 | 73 | 79 | uit | 58 | 65 | uit | |

#### VlaamseUltratop 50
| Hitnotering: (Week 1 t/m 19) 01-03-2008 t/m 05-07-2008 Hitnotering: (Week 20 t/m 21) 19-07-2008 t/m 26-07-2008 | Hitnotering: (Week 1 t/m 19) 01-03-2008 t/m 05-07-2008 Hitnotering: (Week 20 t/m 21) 19-07-2008 t/m 26-07-2008 | Hitnotering: (Week 1 t/m 19) 01-03-2008 t/m 05-07-2008 Hitnotering: (Week 20 t/m 21) 19-07-2008 t/m 26-07-2008 | Hitnotering: (Week 1 t/m 19) 01-03-2008 t/m 05-07-2008 Hitnotering: (Week 20 t/m 21) 19-07-2008 t/m 26-07-2008 | Hitnotering: (Week 1 t/m 19) 01-03-2008 t/m 05-07-2008 Hitnotering: (Week 20 t/m 21) 19-07-2008 t/m 26-07-2008 | Hitnotering: (Week 1 t/m 19) 01-03-2008 t/m 05-07-2008 Hitnotering: (Week 20 t/m 21) 19-07-2008 t/m 26-07-2008 | Hitnotering: (Week 1 t/m 19) 01-03-2008 t/m 05-07-2008 Hitnotering: (Week 20 t/m 21) 19-07-2008 t/m 26-07-2008 | Hitnotering: (Week 1 t/m 19) 01-03-2008 t/m 05-07-2008 Hitnotering: (Week 20 t/m 21) 19-07-2008 t/m 26-07-2008 | Hitnotering: (Week 1 t/m 19) 01-03-2008 t/m 05-07-2008 Hitnotering: (Week 20 t/m 21) 19-07-2008 t/m 26-07-2008 | Hitnotering: (Week 1 t/m 19) 01-03-2008 t/m 05-07-2008 Hitnotering: (Week 20 t/m 21) 19-07-2008 t/m 26-07-2008 | Hitnotering: (Week 1 t/m 19) 01-03-2008 t/m 05-07-2008 Hitnotering: (Week 20 t/m 21) 19-07-2008 t/m 26-07-2008 | Hitnotering: (Week 1 t/m 19) 01-03-2008 t/m 05-07-2008 Hitnotering: (Week 20 t/m 21) 19-07-2008 t/m 26-07-2008 | Hitnotering: (Week 1 t/m 19) 01-03-2008 t/m 05-07-2008 Hitnotering: (Week 20 t/m 21) 19-07-2008 t/m 26-07-2008 |
| Week: | 1 | 2 | 3 | 4 | 5 | 6 | 7 | 8 | 9 | 10 | 11 | 12 |
| --- | --- | --- | --- | --- | --- | --- | --- | --- | --- | --- | --- | --- |
| Positie: | 42 | 29 | 28 | 32 | 25 | 30 | 22 | 29 | 18 | 22 | 31 | 30 |
| Week: | 13 | 14 | 15 | 16 | 17 | 18 | 19 | | 20 | 21 | | |
| Positie: | 26 | 37 | 38 | 39 | 40 | 38 | 41 | uit | 38 | 50 | uit | |

### Evergreen Top 1000
| Evergreen Top 1000 "Valerie" | Evergreen Top 1000 "Valerie" | Evergreen Top 1000 "Valerie" | Evergreen Top 1000 "Valerie" | Evergreen Top 1000 "Valerie" | Evergreen Top 1000 "Valerie" | Evergreen Top 1000 "Valerie" | Evergreen Top 1000 "Valerie" | Evergreen Top 1000 "Valerie" | Evergreen Top 1000 "Valerie" | Evergreen Top 1000 "Valerie" | Evergreen Top 1000 "Valerie" |
| Jaar                         | 2008                         | 2009                         | 2010                         | 2011                         | 2012                         | 2013                         | 2014                         | 2015                         | 2016                         | 2017                         | 2018                         |
| ---------------------------- | ---------------------------- | ---------------------------- | ---------------------------- | ---------------------------- | ---------------------------- | ---------------------------- | ---------------------------- | ---------------------------- | ---------------------------- | ---------------------------- | ---------------------------- |
| Positie                      | -                            | -                            | -                            | -                            | -                            | -                            | -                            | -                            | -                            | 751                          | -                            |

### NPO Radio 2 Top 2000
| Nummer met noteringen in de NPO Radio 2 Top 2000 | '09 | '10 | '11 | '12 | '13 | '14 | '15 | '16 | '17 | '18 | '19 | '20 | '21 | '22 | '23 | '24 |
| ------------------------------------------------ | --- | --- | --- | --- | --- | --- | --- | --- | --- | --- | --- | --- | --- | --- | --- | --- |
| Valerie                                          | 253 | 236 | 72  | 139 | 203 | 522 | 532 | 646 | 509 | 317 | 357 | 411 | 483 | 468 | 449 | 390 |

1. ↑  Een vetgedrukt getal geeft de hoogste notering aan.
2. ↑  2009 was het eerste jaar met een notering voor dit nummer.

### Amy Winehouse
Valerie staat ook in een akoestische versie op de "Deluxe"-editie van Amy Winehouse's album Back to black. Het nummer kwam als download in de Nederlandse Single Top 100 terecht en behaalde nummer 4 als hoogste positie.

### Hitnoteringen

#### NederlandseSingle Top 100
| Hitnotering: (Week 1 t/m 37) 02-02-2008 t/m 11-10-2008 Hitnotering: (Week 38 t/m 42) 30-07-2011 t/m 27-08-2011 | Hitnotering: (Week 1 t/m 37) 02-02-2008 t/m 11-10-2008 Hitnotering: (Week 38 t/m 42) 30-07-2011 t/m 27-08-2011 | Hitnotering: (Week 1 t/m 37) 02-02-2008 t/m 11-10-2008 Hitnotering: (Week 38 t/m 42) 30-07-2011 t/m 27-08-2011 | Hitnotering: (Week 1 t/m 37) 02-02-2008 t/m 11-10-2008 Hitnotering: (Week 38 t/m 42) 30-07-2011 t/m 27-08-2011 | Hitnotering: (Week 1 t/m 37) 02-02-2008 t/m 11-10-2008 Hitnotering: (Week 38 t/m 42) 30-07-2011 t/m 27-08-2011 | Hitnotering: (Week 1 t/m 37) 02-02-2008 t/m 11-10-2008 Hitnotering: (Week 38 t/m 42) 30-07-2011 t/m 27-08-2011 | Hitnotering: (Week 1 t/m 37) 02-02-2008 t/m 11-10-2008 Hitnotering: (Week 38 t/m 42) 30-07-2011 t/m 27-08-2011 | Hitnotering: (Week 1 t/m 37) 02-02-2008 t/m 11-10-2008 Hitnotering: (Week 38 t/m 42) 30-07-2011 t/m 27-08-2011 | Hitnotering: (Week 1 t/m 37) 02-02-2008 t/m 11-10-2008 Hitnotering: (Week 38 t/m 42) 30-07-2011 t/m 27-08-2011 | Hitnotering: (Week 1 t/m 37) 02-02-2008 t/m 11-10-2008 Hitnotering: (Week 38 t/m 42) 30-07-2011 t/m 27-08-2011 | Hitnotering: (Week 1 t/m 37) 02-02-2008 t/m 11-10-2008 Hitnotering: (Week 38 t/m 42) 30-07-2011 t/m 27-08-2011 | Hitnotering: (Week 1 t/m 37) 02-02-2008 t/m 11-10-2008 Hitnotering: (Week 38 t/m 42) 30-07-2011 t/m 27-08-2011 | Hitnotering: (Week 1 t/m 37) 02-02-2008 t/m 11-10-2008 Hitnotering: (Week 38 t/m 42) 30-07-2011 t/m 27-08-2011 | Hitnotering: (Week 1 t/m 37) 02-02-2008 t/m 11-10-2008 Hitnotering: (Week 38 t/m 42) 30-07-2011 t/m 27-08-2011 | Hitnotering: (Week 1 t/m 37) 02-02-2008 t/m 11-10-2008 Hitnotering: (Week 38 t/m 42) 30-07-2011 t/m 27-08-2011 | Hitnotering: (Week 1 t/m 37) 02-02-2008 t/m 11-10-2008 Hitnotering: (Week 38 t/m 42) 30-07-2011 t/m 27-08-2011 | Hitnotering: (Week 1 t/m 37) 02-02-2008 t/m 11-10-2008 Hitnotering: (Week 38 t/m 42) 30-07-2011 t/m 27-08-2011 | Hitnotering: (Week 1 t/m 37) 02-02-2008 t/m 11-10-2008 Hitnotering: (Week 38 t/m 42) 30-07-2011 t/m 27-08-2011 | Hitnotering: (Week 1 t/m 37) 02-02-2008 t/m 11-10-2008 Hitnotering: (Week 38 t/m 42) 30-07-2011 t/m 27-08-2011 | Hitnotering: (Week 1 t/m 37) 02-02-2008 t/m 11-10-2008 Hitnotering: (Week 38 t/m 42) 30-07-2011 t/m 27-08-2011 | Hitnotering: (Week 1 t/m 37) 02-02-2008 t/m 11-10-2008 Hitnotering: (Week 38 t/m 42) 30-07-2011 t/m 27-08-2011 | Hitnotering: (Week 1 t/m 37) 02-02-2008 t/m 11-10-2008 Hitnotering: (Week 38 t/m 42) 30-07-2011 t/m 27-08-2011 | Hitnotering: (Week 1 t/m 37) 02-02-2008 t/m 11-10-2008 Hitnotering: (Week 38 t/m 42) 30-07-2011 t/m 27-08-2011 |
| Week: | 1 | 2 | 3 | 4 | 5 | 6 | 7 | 8 | 9 | 10 | 11 | 12 | 13 | 14 | 15 | 16 | 17 | 18 | 19 | 20 | 21 | 22 |
| --- | --- | --- | --- | --- | --- | --- | --- | --- | --- | --- | --- | --- | --- | --- | --- | --- | --- | --- | --- | --- | --- | --- |
| Positie: | 9 | 11 | 10 | 4 | 7 | 13 | 20 | 25 | 31 | 32 | 46 | 62 | 51 | 35 | 40 | 43 | 41 | 40 | 54 | 40 | 52 | 58 |
| Week: | 23 | 24 | 25 | 26 | 27 | 28 | 29 | 30 | 31 | 32 | 33 | 34 | 35 | 36 | 37 | | 38 | 39 | 40 | 41 | 42 | |
| Positie: | 60 | 49 | 61 | 52 | 56 | 42 | 47 | 71 | 68 | 62 | 73 | 60 | 66 | 71 | 91 | uit | 8 | 29 | 60 | 82 | 94 | uit |